# Elizabeth Daryush
Elizabeth Daryush nació en 1887 y falleció en 1977. Fue una poetisa e hija del también poeta inglés Robert Bridges. Su abuelo materno fue Alfred Waterhouse. Se casó con Ali Akbar Daryus, al cual conoció mientras estudiaba en la Universidad de Oxford y pasó una temporada en Persia. Después vivió gran parte de su ida en Boar's Hill. Algunas de sus obras las publicó bajo el nombre de Elizabeth Bridges.

## Obras
- Sonnets from Hafez and other Verses (1921) con el nombre de Elizabeth Bridges.
- Verses (1930) (OUP)
- Verses, Fourth Book (1934)
- Poems (1935) (Macmillan)
- The Last Man and Other Verses (1936)
- Selected Poems (1948) editado por Yvor Winters.
- Verses: Seventh Book (1971) Carcanet Press.
- Selected Poems (1972) Carcanet Press.
- Collected Poems (1976) Carcanet Press.

- Datos: Q5362664